# Tenis en Europa
El tenis es un deporte muy popular en Europa desde sus inicios a fines del siglo XIX. Desde que comenzó la Era Abierta en 1968 han sido la primer potencia a nivel de continentes, compitiendo con Norteamérica, Sudamérica y Australia. Desde el siglo XXI Europa ha mantenido una hegemonía total. 
Europa ha contado con 18 números uno del ránking ATP y tiene a algunos de los mejores jugadores de la historia y los mayores ganadores de Grand Slam; Novak Djokovic con 24, Rafael Nadal con 22, Roger Federer de 20, Bjorn Borg con 11, Ivan Lendl con 8, Mats Wilander con 7, y Boris Becker y Stefan Edberg con 6.
Las primeras décadas de la era abierta las dominó Suecia, sin embargo el siglo XXI ha estado controlado por los tenistas españoles. Otras potencias del tenis son Rusia (particularmente desde los años 1990's), Francia, República Checa, Alemania y desde los años 2020's, Italia. Otros países muy competitivos en el deporte son el Reino Unido, Suiza, Países Bajos, Austria, Croacia desde los años 1990's, y Serbia desde los 2000's.
España cuenta con 4 números uno, mientras que Suecia y Rusia con 3. A nivel de tenistas top 10, España lidera también con 20, Suecia con 17, Francia con 12, y Rusia con 8, y República Checa con 7.
Actualmente el tenis mundial es liderado por los europeos Jannik Sinner, Carlos Alcaraz, Alexander Zverev y Daniil Medvedev, así como también los veteranos más exitosos aún activos son Novak Djokovic, Stan Wawrinka, Marin Cilic, y Gael Monfils.  
Otros de los tenistas más importantes de Europa son jóvenes como:Stefanos Tsitsipas, Casper Ruud,  Andrey Rublev, Holger Rune, Lorenzo Musetti, Jack Draper, Karen Khachanov, Matteo Berrettini, Cameron Norrie, Hubert Hurkacz, Borna Coric, y veteranos como Grigor Dimitrov, David Goffin, Roberto Bautista, Adrian Mannarino, Pablo Carreño, entre muchos otros. 

## Mejores en el Ránking ATP

### Más semanas en el número 1 del ránking[2]
| #  | Jugador             | Total de semanas | Temporadas                      |
| -- | ------------------- | ---------------- | ------------------------------- |
| 1  | Novak Djokovic      | 428              | 2011-2016; 2018-2024            |
| 2  | Roger Federer       | 310              | 2004-2010; 2012; 2018           |
| 3  | Ivan Lendl          | 270              | 1983-1990                       |
| 4  | Rafael Nadal        | 209              | 2008-2011; 2013-2014; 2017-2020 |
| 5  | Björn Borg          | 109              | 1977; 1979-1981                 |
| 6  | Stefan Edberg       | 72               | 1990-1992                       |
| 7  | Jannik Sinner       | 60               | 2024-2025                       |
| 8  | Andy Murray         | 41               | 2016-2017                       |
| 9  | Ilie Năstase        | 40               | 1973-1974                       |
| 10 | Carlos Alcaraz      | 36               | 2022-2023                       |
| 11 | Mats Wilander       | 20               | 1988-1989                       |
| 12 | Daniil Medvédev     | 16               | 2022                            |
| 13 | Boris Becker        | 12               | 1991                            |
| 14 | Marat Safin         | 9                | 2000-2001                       |
| 15 | Juan Carlos Ferrero | 8                | 2003                            |
| 16 | Thomas Muster       | 8                | 1996                            |
| 17 | Yevgeny Kafelnikov  | 6                | 1999                            |
| 18 | Carlos Moyá         | 2                | 1999                            |

### Tenistas top 5 del ránking ATP
| \| Ranking \| Tenista \| Fecha \| \| ------- \| ------------------- \| ------------------------ \| \| 1. \| Ilie Nastase \| 23 de agosto de 1973 \| \| 1. \| Björn Borg \| 23 de agosto de 1977 \| \| 1. \| Ivan Lendl \| 28 de febrero de 1983 \| \| 1. \| Mats Wilander \| 12 de septiembre de 1988 \| \| 1. \| Stefan Edberg \| 13 de agosto de 1990 \| \| 1. \| Boris Becker \| 28 de enero de 1991 \| \| 1. \| Thomas Muster \| 12 de febrero de 1996 \| \| 1. \| Carlos Moyá \| 15 de marzo de 1999 \| \| 1. \| Yevgeny Kafelnikov \| 3 de mayo de 1999 \| \| 1. \| Marat Safin \| 20 de noviembre de 2000 \| \| 1. \| Juan Carlos Ferrero \| 8 de septiembre de 2003 \| \| 1. \| Roger Federer \| 2 de febrero de 2004 \| \| 1. \| Rafael Nadal \| 18 de agosto de 2008 \| \| 1. \| Novak Djokovic \| 4 de julio de 2011 \| \| 1. \| Andy Murray \| 7 de noviembre de 2016 \| \| 1. \| Daniil Medvedev \| 28 de febrero de 2022 \| \| 1. \| Carlos Alcaraz \| 12 de septiembre de 2022 \| \| 1. \| Jannik Sinner \| 10 de junio de 2024 \| \| 2. \| Manuel Orantes \| 23 de agosto de 1973 \| \| 2. \| Michael Stich \| 22 de noviembre de 1993 \| \| 2. \| Goran Ivanišević \| 4 de julio de 1994 \| \| 2. \| Petr Korda \| 2 de febrero de 1998 \| \| 2. \| Àlex Corretja \| 1 de febrero de 1999 \| \| 2. \| Magnus Norman \| 12 de junio de 2000 \| \| 2. \| Tommy Haas \| 13 de mayo de 2002 \| \| 2. \| Alexander Zverev \| 13 de junio de 2022 \| \| 2. \| Casper Ruud \| 12 de septiembre de 2022 \| \| 3. \| Tom Okker \| 2 de marzo de 1974 \| \| 3. \| Yannick Noah \| 7 de julio de 1986 \| \| 3. \| Sergi Bruguera \| 1 de agosto de 1994 \| \| 3. \| Ivan Ljubičić \| 1 de mayo de 2006 \| \| 3. \| Nikolái Davydenko \| 6 de noviembre de 2006 \| \| 3. \| David Ferrer \| 8 de julio de 2013 \| \| 3. \| Stan Wawrinka \| 27 de enero de 2014 \| \| 3. \| Grigor Dimitrov \| 20 de noviembre de 2017 \| \| 3. \| Marin Čilić \| 29 de enero de 2018 \| \| 3. \| Dominic Thiem \| 2 de marzo de 2020 \| \| 3. \| Stefanos Tsitsipas \| 9 de agosto de 2021 \| \| 4. \| Adriano Panatta \| 24 de abril de 1976 \| \| 4. \| Miloslav Mečíř \| 22 de febrero de 1988 \| \| 4. \| Guy Forget \| 25 de marzo de 1991 \| \| 4. \| Andrei Medvedev \| 16 de mayo de 1994 \| \| 4. \| Greg Rusedski \| 6 de octubre de 1997 \| \| 4. \| Jonas Björkman \| 3 de noviembre de 1997 \| \| 4. \| Richard Krajicek \| 29 de marzo de 1999 \| \| 4. \| Thomas Enqvist \| 15 de noviembre de 1999 \| \| 4. \| Nicolas Kiefer \| 10 de enero de 2000 \| \| 4. \| Tim Henman \| 8 de julio de 2002 \| \| 4. \| Sebastien Grosjean \| 24 de octubre de 2002 \| \| 4. \| Robin Söderling \| 15 de noviembre de 2010 \| \| 4. \| Tomáš Berdych \| 18 de mayo de 2015 \| \| 4. \| Holger Rune \| 21 de agosto de 2023 \| \| 4. \| Jack Draper \| 9 de junio de 2025 \| \| 5. \| Jan Kodeš \| 13 de septiembre de 1973 \| \| 5. \| Anders Jarryd \| 22 de julio de 1985 \| \| 5. \| Henri Leconte \| 22 de septiembre de 1986 \| \| 5. \| Cédric Pioline \| 8 de mayo de 2000 \| \| 5. \| Jiří Novák \| 21 de octubre de 2002 \| \| 5. \| Rainer Schuettler \| 25 de abril de 2004 \| \| 5. \| Tommy Robredo \| 28 de agosto de 2006 \| \| 5. \| Jo-Wilfried Tsonga \| 27 de febrero de 2012 \| \| 5. \| Andrey Rublev \| 13 de septiembre de 2021 \| |                     |                          |
| |                     |                          |
| Ranking | Tenista             | Fecha                    |
| 1. | Ilie Nastase        | 23 de agosto de 1973     |
| 1. | Björn Borg          | 23 de agosto de 1977     |
| 1. | Ivan Lendl          | 28 de febrero de 1983    |
| 1. | Mats Wilander       | 12 de septiembre de 1988 |
| 1. | Stefan Edberg       | 13 de agosto de 1990     |
| 1. | Boris Becker        | 28 de enero de 1991      |
| 1. | Thomas Muster       | 12 de febrero de 1996    |
| 1. | Carlos Moyá         | 15 de marzo de 1999      |
| 1. | Yevgeny Kafelnikov  | 3 de mayo de 1999        |
| 1. | Marat Safin         | 20 de noviembre de 2000  |
| 1. | Juan Carlos Ferrero | 8 de septiembre de 2003  |
| 1. | Roger Federer       | 2 de febrero de 2004     |
| 1. | Rafael Nadal        | 18 de agosto de 2008     |
| 1. | Novak Djokovic      | 4 de julio de 2011       |
| 1. | Andy Murray         | 7 de noviembre de 2016   |
| 1. | Daniil Medvedev     | 28 de febrero de 2022    |
| 1. | Carlos Alcaraz      | 12 de septiembre de 2022 |
| 1. | Jannik Sinner       | 10 de junio de 2024      |
| 2. | Manuel Orantes      | 23 de agosto de 1973     |
| 2. | Michael Stich       | 22 de noviembre de 1993  |
| 2. | Goran Ivanišević    | 4 de julio de 1994       |
| 2. | Petr Korda          | 2 de febrero de 1998     |
| 2. | Àlex Corretja       | 1 de febrero de 1999     |
| 2. | Magnus Norman       | 12 de junio de 2000      |
| 2. | Tommy Haas          | 13 de mayo de 2002       |
| 2. | Alexander Zverev    | 13 de junio de 2022      |
| 2. | Casper Ruud         | 12 de septiembre de 2022 |
| 3. | Tom Okker           | 2 de marzo de 1974       |
| 3. | Yannick Noah        | 7 de julio de 1986       |
| 3. | Sergi Bruguera      | 1 de agosto de 1994      |
| 3. | Ivan Ljubičić       | 1 de mayo de 2006        |
| 3. | Nikolái Davydenko   | 6 de noviembre de 2006   |
| 3. | David Ferrer        | 8 de julio de 2013       |
| 3. | Stan Wawrinka       | 27 de enero de 2014      |
| 3. | Grigor Dimitrov     | 20 de noviembre de 2017  |
| 3. | Marin Čilić         | 29 de enero de 2018      |
| 3. | Dominic Thiem       | 2 de marzo de 2020       |
| 3. | Stefanos Tsitsipas  | 9 de agosto de 2021      |
| 4. | Adriano Panatta     | 24 de abril de 1976      |
| 4. | Miloslav Mečíř      | 22 de febrero de 1988    |
| 4. | Guy Forget          | 25 de marzo de 1991      |
| 4. | Andrei Medvedev     | 16 de mayo de 1994       |
| 4. | Greg Rusedski       | 6 de octubre de 1997     |
| 4. | Jonas Björkman      | 3 de noviembre de 1997   |
| 4. | Richard Krajicek    | 29 de marzo de 1999      |
| 4. | Thomas Enqvist      | 15 de noviembre de 1999  |
| 4. | Nicolas Kiefer      | 10 de enero de 2000      |
| 4. | Tim Henman          | 8 de julio de 2002       |
| 4. | Sebastien Grosjean  | 24 de octubre de 2002    |
| 4. | Robin Söderling     | 15 de noviembre de 2010  |
| 4. | Tomáš Berdych       | 18 de mayo de 2015       |
| 4. | Holger Rune         | 21 de agosto de 2023     |
| 4. | Jack Draper         | 9 de junio de 2025       |
| 5. | Jan Kodeš           | 13 de septiembre de 1973 |
| 5. | Anders Jarryd       | 22 de julio de 1985      |
| 5. | Henri Leconte       | 22 de septiembre de 1986 |
| 5. | Cédric Pioline      | 8 de mayo de 2000        |
| 5. | Jiří Novák          | 21 de octubre de 2002    |
| 5. | Rainer Schuettler   | 25 de abril de 2004      |
| 5. | Tommy Robredo       | 28 de agosto de 2006     |
| 5. | Jo-Wilfried Tsonga  | 27 de febrero de 2012    |
| 5. | Andrey Rublev       | 13 de septiembre de 2021 |

## Récord de victorias ATP
A continuación los 50 tenistas europeos con más victorias oficiales en su carrera.
| P   | Tenista               | Victorias | Derrotas | Partidos | Rendimiento |
| --- | --------------------- | --------- | -------- | -------- | ----------- |
| 1.  | Roger Federer         | 1251      | 275      | 1526     | 81,98%      |
| 2.  | Novak Djokovic        | 1150      | 231      | 1381     | 83,27%      |
| 3.  | Rafael Nadal          | 1080      | 228      | 1308     | 82,57%      |
| 4.  | Ivan Lendl            | 1068      | 242      | 1310     | 81,53%      |
| 5.  | Ilie Nastase          | 908       | 334      | 1242     | 73,11%      |
| 6.  | Stefan Edberg         | 801       | 270      | 1071     | 74,79%      |
| 7.  | Andy Murray           | 739       | 262      | 1001     | 73,83%      |
| 8.  | David Ferrer          | 734       | 377      | 1111     | 66,07%      |
| 9.  | Manuel Orantes        | 724       | 294      | 1018     | 71,12%      |
| 10. | Boris Becker          | 713       | 214      | 927      | 76,91%      |
| 11. | Tom Okker             | 666       | 274      | 940      | 70,85%      |
| 12. | Bjorn Borg            | 654       | 140      | 794      | 82,37%      |
| 13. | Tomáš Berdych         | 640       | 342      | 982      | 65,17%      |
| 14. | Thomas Muster         | 625       | 273      | 898      | 69,60%      |
| 15. | Richard Gasquet       | 610       | 408      | 1018     | 59,92%      |
| 16. | Yevgueni Kafelnikov   | 609       | 306      | 915      | 66,56%      |
| 17. | Goran Ivanicevic      | 599       | 333      | 932      | 64,27%      |
| 18. | Marin Čilić           | 593       | 342      | 935      | 63,42%      |
| 19. | Gael Monfils          | 583       | 348      | 931      | 62,62%      |
| 20. | Stan Wawrinka         | 580       | 373      | 953      | 60,86%      |
| 21. | Carlos Moyá           | 575       | 319      | 894      | 64,32%      |
| 22. | Mats Wilander         | 571       | 222      | 793      | 72,01%      |
| 23. | Tommy Haas            | 569       | 338      | 907      | 62,73%      |
| 24. | Fernando Verdasco     | 559       | 447      | 1006     | 55,57%      |
| 25. | Wojtek Fibak          | 536       | 314      | 850      | 63,06%      |
| 26. | Tommy Robredo         | 533       | 358      | 891      | 59,82%      |
| 27. | Tomas Smid            | 522       | 334      | 856      | 60,98%      |
| 28. | Alexander Zverev      | 506       | 214      | 720      | 70,28%      |
| 29. | Jan Kodes             | 506       | 285      | 791      | 63,97%      |
| 30. | Feliciano López       | 506       | 490      | 996      | 50,80%      |
| 31. | Gilles Simon          | 504       | 394      | 898      | 56,12%      |
| 32. | Mijaíl Yuzhny         | 499       | 416      | 915      | 54,54%      |
| 33. | Tim Henman            | 496       | 274      | 770      | 64,42%      |
| 34. | Yannick Noah          | 482       | 211      | 693      | 69,55%      |
| 35. | Nikolái Davydenko     | 482       | 329      | 811      | 59,43%      |
| 36. | Juan Carlos Ferrero   | 479       | 262      | 741      | 64,64%      |
| 37. | Philipp Kohlschreiber | 478       | 387      | 865      | 55,26%      |
| 38. | Grigor Dimitrov       | 476       | 302      | 778      | 61,18%      |
| 39. | Fabrice Santoro       | 470       | 444      | 914      | 51,42%      |
| 40. | Jo-Wilfried Tsonga    | 467       | 238      | 705      | 66,24%      |
| 41. | José Higueras         | 453       | 243      | 696      | 65,09%      |
| 42. | Thomas Enqvist        | 448       | 297      | 745      | 60,13%      |
| 43. | Sergi Bruguera        | 447       | 271      | 718      | 62,26%      |
| 44. | Álex Corretja         | 438       | 281      | 719      | 60,92%      |
| 45. | Greg Rusedski         | 436       | 287      | 723      | 60,30%      |
| 46. | Marc Rosset           | 433       | 351      | 784      | 55,23%      |
| 47. | Jakob Hlasek          | 432       | 329      | 761      | 56,77%      |
| 48. | Roberto Bautista Agut | 431       | 287      | 718      | 60,03%      |
| 49. | Emilio Sánchez        | 431       | 291      | 722      | 59,70%      |
| 50. | Ivan Ljubičić         | 429       | 296      | 725      | 59,17%      |

## Galería de tenistas destacados
Tenistas europeos número 1 del ránking ATP.
|               |
| Ilie Năstase. |

|             |
| Bjorn Borg. |

|             |
| Ivan Lendl. |

|                |
| Mats Wilander. |

|                |
| Stefan Edberg. |

|               |
| Boris Becker. |

|                |
| Thomas Muster. |

|              |
| Carlos Moyá. |

|                     |
| Yevgeny Kafelnikov. |

|              |
| Marat Safin. |

|                      |
| Juan Carlos Ferrero. |

|                |
| Roger Federer. |

|               |
| Rafael Nadal. |

|                 |
| Novak Djokovic. |

|              |
| Andy Murray. |

|                  |
| Daniil Medvedev. |

|                 |
| Carlos Alcaraz. |

|                |
| Jannik Sinner. |